# أزمة الحدود بين بيلاروس والاتحاد الأوروبي 2021
الأزمة الحدودية بين الاتحاد الأوروبي وبيلاروس هي أزمة مهاجرين تجسدت في التدفق الهائل للمهاجرين الشرق أوسطيين والأفريقيين (بشكل رئيسي من العراق) إلى ليتوانيا، ولاتيفا، وبولندا عن طريق حدود هذه البلدان مع بيلاروس. نشبت الأزمة بسبب التدهور الكبير في العلاقات بين بيلاروس والاتحاد الأوروبي لاحقًا للانتخابات الرئاسية البيلاروسية في عام 2021، والاحتجاجات البيلاروسية في عامي 2020-2021، وحادثة رحلة طيران رايان إير 4978 ومحاولة إعادة كريستسينا تسيمانوسكايا إلى وطنها.
وصفت دول الاتحاد الأوروبي الثلاثة الأزمة بأنها حرب هجينة بسبب الاتجار بالمهاجرين، وقد شنتها بيلاروس ضد الاتحاد الأوروبي، ودعوا بروكسل إلى التدخل.

## خلفية
حكم الرئيس ألكسندر لوكاشينكو بيلاروس منذ عام 1994؛ وأعيد انتخابه ثانية في الانتخابات الرئاسية البيلاروسية عام 2020، ذلك على الرغم من اتهامه على نطاق واسع بتزوير الانتخابات. رفضت عدة بلدان قبول نتيجة الانتخابات، مثلما رفضها الاتحاد الأوروبي، حيث فرض بدوره عقوبات على المسؤولين البيلاروسيين الذين اعتُبر أنهم المسؤولون عن «العنف والقمع وتزوير الانتخابات». أدت نتيجة الانتخابات أيضًا إلى احتجاجات واسعة النطاق في بيلاروس.
اختارت مرشحة المعارضة الرئيسية سفياتلانا تسيخانوسكايا الفرار إلى ليتوانيا بعد الانتخابات، خوفًا من الانعكاسات التي قد تؤثر على أطفالها. أعلن وزير الخارجية الليتواني ليناس لينكيفيسيوس أن تسيخانوسكايا كانت «بأمان» في ليتوانيا مع الاعتراف أيضًا بأن «خيارات كانت قليلة».
تم اعتراض رحلة طيران رايان إير 4978 بتاريخ 23 مايو 2021 عندما كانت تحلق في الأجواء البيلاروسية، وأُجبرت على الهبوط في مطار مينسك الدولي، حيث اعتقلت السلطات اثنين من ركابها وهم: الناشط المعارض والصحفي رومان بروتاسيفيتش وصديقته صوفيا سابيغا. أطلقت الولايات المتحدة والاتحاد الأوروبي والمملكة المتحدة وكندا بيانًا مشتركًا بتاريخ 21 يونيو تعلن فيه فرض عقوبات أكبر على أعضاء ومؤيدي الحكومة البيلاروسية إضافة إلى الشركات التي تملكها الدولة البيلاروسية. شملت تلك العقوبات حظر السفر الفردي وتجميد الأموال وعقوبات أخرى.
انتقدت العداءة البيلاروسية كريستسينا تسيمانوسكايا المدربين الوطنيين في الألعاب الأولمبية الصيفية 2020، في شهري يوليو وأغسطس2021، والذين حاولوا إجبارها على العودة إلى بيلاروس؛ وطلبت المساعدة في المطار وتطلب حاليًا اللجوء في بولندا.

## في ليتوانيا
ادعى المسؤولون اللليتوانيون ومسؤولو الاتحاد الأوروبي أن الرئيس البيلاروسي استخدم الهجرة غير الشرعية كسلاح بسبب العقوبات الدولية المفروضة ضد بيلاروس والتي كان قد تم فرضها بسبب تزوير الانتخابات، وقمع الاحتجاجات والهبوط القسري لرحلة رايان إير 4978. تم اعتبار هذه الخطوة بمثابة رد على العقوبات القاسية التي فرضها الاتحاد الأوروبي على بيلاروس. هدد لوكاشينكو في يونيو 2021 بالسماح لتجار البشر ومهربي المخدرات بالدخول إلى أوروبا. تحدث لوكاشينكو لاحقًا عن احتمال ظهور مهاجرين مسلحين وهو ما اعتبره المسؤولون الليتوانيون تهديدًا.
توصَف الحدود الليتوانية البيلاروسية أنها ضعيفة الحماية، وتمتلك غالبًا أسوار خشبية منخفضة أو خنادق صغيرة. لم يكن لدى ليتوانيا البنية التحتية اللازمة لاستيعاب أعداد كبيرة من المهاجرين.

### الأحداث
بلغ متوسط عدد المهاجرين غير الشرعيين العابرين إلى ليتوانيا عن طريق بيلاروس نحو 70 شخصًا في السنوات السابقة للأزمة. ارتفع من ناحية أخرى عدد المهاجرين غير الشرعيين المحتجزين في يونيو من عام 2021 إلى نحو 470 مهاجر. ادعى المسؤولون الرسميون الليتوانيون أن السلطات البيلاروسية كانت تشجع الهجرة غير الشرعية من العراق وسوريا إلى ليتوانيا من خلال تنظيم مجموعات من المهاجرين ومساعدتهم على عبور الحدود الليتوانية البيلاروسية. ألقى المسؤولون الأوروبيون اللوم على وكالات السفر البيلاروسية بسبب مساعدتهم للمهاجرين غير الشرعيين. كان أغلب المهاجرين من العراق، لكن كان بينهم أيضًا مواطنون من دول أفريقية وشرق أوسطية أخرى. لم تكن ليتوانيا عادة هي وجهتهم الأخيرة، بل ألمانيا. انسحبت بيلاروس بصورة انفرادية من اتفاقية إعادة القبول مع الاتحاد الأوروبي في 28 يونيو.
ارتفع عدد المهاجرين غير الشرعيين في ليتوانيا إلى نحو 2600 في يونيو من عام 2021.
انتقد ممثل بيلاروس في منظمة الأمن والتعاون في أوروبا المسؤولين الأوروبيين بسبب تسييسهم للمشكلة وعدم تعاونهم مع بيلاروس.
لمّح لوكاشينكا في أغسطس عام 2021 حول احتمالية إرسال مواد مشعة «كقنبلة قذرة» عبر الحدود أيضًا، وليس فقط مهاجرين غير شرعيين.

## السمات الأساسية للاتجار بالبشر
تعد الأقليات الدينية والعرقية (كالعراقيين والإيزيديين) أكثر فئات المهاجرين غير الشرعيين شيوعًا. استغل العراقيون عن وعي مسبق، حسب تحقيق لسي بي سي، التوتر بين بيلاروس وليتوانيا للتسلل إلى الاتحاد الأوروبي. ذكرت تقارير بأن التلفزيون العراقي بث بشكل متكرر تصريحات للوكاشينكو تتعلق بإعطاء الضوء الأخضر للهجرة غير الشرعية إلى الاتحاد الأوروبي. كانت الأخبار المتعلقة بالتوتر بين بيلاروس والاتحاد الأوروبي منتشرة على نطاق واسع في العراق. أفادت تقارير أيضًا عن تداول الأخبار المتعلقة باحتمالية الهجرة إلى الاتحاد الأوروبي أيضًا في سوريا. ورد إضافة إلى ذلك أن السلطات البيلاروسية نشرت أخبارًا كاذبة بغرض جذب المهاجرين واستخدامهم ضد الاتحاد الأوروبي.
ذكرت تقارير أن وكالات السفر العراقية كانت تنظم «رحلات سياحية» إلى بيلاروس. خفضت وكالات السفر في العراق أسعار الرحلات إلى بيلاروس ليجعلها ذلك في متناول الجميع وفقًا لتحقيق أجراه موقع ريفورم.باي، كما زاد أيضًا عدد الطائرات إلى مينسك. شجعت وكالات السفر البيلاروسية أيضًا «الرحلات» إلى بيلاروس من العراق. أجرت الخطوط الجوية العراقية أربع رحلات إلى بغداد من مينسك خلال أسبوع واحد. تم الإعلان عن افتتاح ثلاث وجهات جديدة إلى مينسك من مدن عراقية هي البصرة وأربيل والسليمانية في 2 أغسطس. نتيجة لذلك، اعتُبرت الرحلات إلى بيلاروس إحدى أسهل الطرق وأكثرها أمانًا للوصول إلى الاتحاد الأوروبي.
ادعى أكراد العراق وفقًا لتحقيق أجرته وسائل إعلام ليتوانية، بأنه قيل لهم أن الدخول إلى الاتحاد الأوروبي عن طريق بيلاروس يعد أمرًا شرعيًا. بعد قضائهم عدة أيام في الفنادق البيلاروسية، جُمع المهاجرون العراقيون وأُخذوا إلى الحدود وتم إعطاؤهم تعليمات بالمشي على أقدامهم، معتقدين أن هناك سيارة تنتظرهم في ليتوانيا. ذكرت تقارير أنهم دفعوا ما يصل إلى 15000 يورو لتأشيرات السفر والسياحة إضافة إلى وديعة بمبلغ 3000-4000 دولار أمريكي. يعتقد الناس من الشرق الأوسط، وفقًا لمخدم الأخبار ريفورم.باي، أنهم يجب أن يمزقوا جواز سفرهم من أجل تجنب الترحيل من الاتحاد الأوروبي. وجد صحفيو تلفزيون بيلسات مجموعات على وسائل التواصل الاجتماعي وتلغرام تقدم المساعدة والنصيحة لأولئك الذين يعبرون الحدود البيلاروسية الليتوانية. نُشرت مقاطع فيديو لأشخاص يعبرون السياج على الجانب الليتواني. استخدم المهاجرون بشكل متكرر قصة ملفقة بأنهم طلاب من الجامعات البيلاروسية. أشار صحفي من كومسومولسكايا برافادا إلى أن الرحلة من بغداد إلى مينسك تقل تقريبًا 180 راكب، في حين أن الطائرة في الاتجاه المعاكس تقل نحو 5 ركاب فقط.
لم يكن تدخل السلطات البيلاروسية واضحًا في الأسابيع الأولى من الأزمة، لكنه أصبح واضحًا بعد نشر عدة مقاطع فيديو يساعد فيها حرس الحدود البيلاروسي المهاجرين ويمنعهم من العودة إلى بيلاروس. ادعت مصادر مجهولة من حرس الحدود البيلاروسي أن رؤسائهم بدأوا بتشجيع تهريب الدخان عن طريق نقاط التفتيش ودعم الثغرات في الغطاء الحدودي. تحدث حارس آخر من حراس الحدود لموقع ريفورم.باي عن تلقيهم أمر شفهي بغض النظر عن المهاجرين غير الشرعيين. ورد في تقارير أيضًا أن حرس الحدود البيلاروسيين توقفوا عن التواصل مع الزملاء الليتوانيين. ادعى حرس الحدود الليتوانيين أن لديهم إثباتات مرئية عن المساعدة التي قدمها الجانب البيلاروسي للإتجار بالبشر: مثال على ذلك تحذيرهم من اقتراب الدوريات الليتوانية وتوجيهم إلى أين يجب أن يسيروا. نشرت السلطات الليتوانية في 3 أغسطس لقطات مصورة بواسطة طيارة هليكوبتر تابعة لفرونتكس(الوكالة الأوروبية لحرس الحدود والسواحل) تضم مجموعة من المهاجرين وتظهر فيها مركبة خاصة تستخدمها لجنة الحدود البيلاروسية.
تعد وكالة تسنتركورورت للسفر التابعة للدولة (خاضعة للإدارة الرئاسية في بيلاروسيا) أحد المنظمات المسؤولة بشكل مباشر عن الإتجار بالبشر. نشرت صحيفتي دوسيير الروسية وشبيغل الألمانية تحقيقًا يعتمد على وثائق مسربة من وكالة تسنتركورورت. تعاقدت الوكالة وفقًا لهذا التحقيق مع وكالات سفر مختلفة، وساعدتهم في الحصول على تأشيرات «جولة صيد» لمئات المواطنين العراقيين كتبرير قانوني للجولة. نظمت الشركة أيضًا نقل الناس من المطار إلى الفنادق في مينسك. تعد وكالة أوسكارتور للسفر طرفًا رئيسيًا آخر مشارك في هذا المخطط نفسه.